# 福田恆存
福田 恆存（ふくだ つねあり、1912年〈大正元年〉8月25日 - 1994年〈平成6年〉11月20日）は、日本の評論家、翻訳家、劇作家、演出家。現代演劇協会理事長、日本文化会議常任理事、日本芸術院会員などを務めた。名前については「こうそん」と音読みされることも多い。

## 紹介
保守派の文士であり、進歩的文化人を批判した『平和論にたいする疑問』（1955年）は、戦後思潮の転換点となる。討議倫理が戦後民主主義を軸とする進歩派にも影響を与えるなど、戦後日本を代表する思想家。
また、同時期には『ハムレット』（1955年）をはじめとするシェイクスピア戯曲の翻訳、演出を開始する。新劇を日本の近代化問題の象徴的な弱点と捉え、演劇の革新に取り組んだ。
文藝春秋社「文藝春秋」、「諸君」、自由社「自由」などの保守派総合雑誌への寄稿でも知られる。産経新聞社の論壇誌「正論」は、福田と田中美知太郎、小林秀雄等の提唱によって1973年（昭和48年）に創刊された。
「レトリシャン」や「論争の手品師」といわれ、一流のリフレーミングの使い手でもあった。著書に『人間・この劇的なるもの』（1956年）、『私の英国史』（1980年）、戯曲『キティ颱風』（1970年）など。

## 経歴

### 出自と教育
1912年（大正元年）8月25日、東京市本郷区駒込東片町にて、埼玉県大宮出身の東京電燈社員の父・幸四郎、伊豆出身の石工の子孫である母・まさの長男として中間階級の家庭に生まれる。「恆存」は石橋思案の命名で、『孟子』に由来する。自然豊かな下町・神田で育ち、一家はしばしば劇場に通った。
1919年（大正8年）、東京市立錦華小学校（現・千代田区立お茶の水小学校）に学区外入学。大正デモクラシー教育の先進校であった同校では自学自習、自由研究、自由画などが導入されており、福田はリベラルな先進的教育を受けるが、小学生ながらも「新教育理論」に陶酔する教師に対して違和感を抱いていた。また、1923年（大正12年）9月1日の関東大震災により下町の気風は消え、福田は「故郷喪失者」となった。
1925年（大正14年）4月、第二東京市立中学校（現・東京都立上野高等学校）入学。高橋義孝と同級。同校でもリベラルな先進的教育を受けるが、校風の「自主の精神」には息苦しさを覚えた。当時の二中校長高藤太一郎により、優秀な教師が集められ、教師陣には英語の落合欽吾、岡倉由三郎、上田義雄、国語の横山藤吾、時枝誠記、西尾実、福永勝盛、東洋史の志田不動麿がいた。1929年（昭和4年）、四修で旧制浦和高等学校の受験に挑戦するが、落第した。
1930年（昭和5年）、旧制浦和高等学校文科甲類入学。当時の旧制学校は昭和恐慌もあり同盟休校が盛んに行われた「シュトゥルム・ウント・ドランク」（疾風怒濤）の時代だったが、福田自身は左翼的な学生運動には関わらなかった。小説から戯曲に関心を移し、高校時代に劇作家を志す。高校三年時に執筆した「我国新劇運動の過去と未来」では、小山内薫没後まもない演劇界の左翼・マルクス主義傾向を批判している。また同時期に、アドルフ・アッピア（舞台演出家）の"L'Oeuvre D'art Vivant"の第一章を英訳版から重訳している。1932年（昭和7年）開設の築地座に応募作品「或る人の街」を送り、佳作に選ばれた。
1933年（昭和8年）、東京帝国大学文学部英吉利文学科（英文科）入学。高校末期から大学初期にかけ執筆は劇作から批評に重きを置いた。これは小林秀雄の影響によるものだが、福田自身は小林の影響がこれ以上及ぶことを恐れ、『文藝評論』など僅かな作品にしか触れていない。。

### 戦前・戦中
1936年（昭和11年）3月、東京帝国大学文学部英吉利文学科卒業。卒業論文は「D・H・ロレンスに於ける倫理の問題」、英題"Moral Problems in D. H. Lawrence"）。同年、徴兵検査を受け、丙種合格兵役免除。東大卒業後は旧制中学教師、出版社、団体職員などで勤務した。
1937年（昭和12年）1月、同期の友人高橋義孝に誘われ第一次『作家精神』の後継誌である『行動文学』の同人となり、論壇デビュー作として「横光利一と『作家の秘密』」を発表した。同年4月、不況下で就職先がなく、東京帝国大学大学院入学。1938年（昭和13年）5月から静岡県立掛川中学校（現・静岡県立掛川西高等学校）で教鞭を執るが、校長との不和により翌年7月に退職した。
1940年（昭和15年）には中学時代の恩師である西尾実の紹介により、雑誌『形成』編集者となる。このころ、神奈川県立湘南中学校（現・神奈川県立湘南高等学校）、浅野高等工学校（現・浅野工学専門学校）、日本大学医学部予科で教鞭を執る。1941年（昭和16年）、西尾の紹介で日本語教育振興会に参加し、雑誌『日本語』編集に関わった。翌1942年（昭和17年）には日本語教育振興会の命令により満州、モンゴル、中国を視察する。1944年（昭和19年）、日本語教育振興会退職。同年、太平洋協会研究員。
1944年（昭和20年）1月、西尾の媒酌により西本敦江（西本直民長女）と結婚。空襲が激しさを増す中で恆存以外の家族は静岡県に疎開する。同年6月、東京女子大学講師。

### 戦後

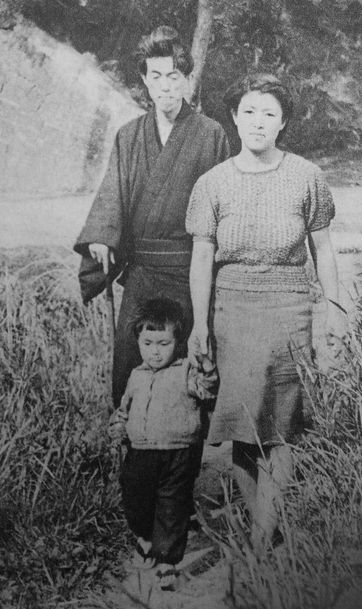
福田と妻子（1948年)

1946年（昭和21年）10月、月刊誌『展望』にて「民衆の心」を発表。同年3月、神奈川県中郡大磯町に移住し、一家を疎開先の静岡県から呼び寄せる。1947年（昭和22年）に『批評』同人となる。また、中村光夫、吉田健一と共に鉢の木会を結成する。
1948年（昭和23年）6月、太宰治の死を受けて『群像』7月号に「道化の文学-太宰論」を掲載した。
1950年（昭和25年）に多摩美術大学教授。同年には岸田國士による「雲の会」創設に参加。1951年（昭和26年）、チャタレイ裁判に被告人側の特別弁護人として出廷し、小山書店社長小山久二郎の無罪を主張した。
1969年（昭和44年）、京都産業大学教授。京都には在住せず、月に一度の集中講義を行った。1976年、「スタア」（筒井康隆作、福田恆存・荒川哲生演出）により、第7回星雲賞映画・演劇部門を受賞。1983年（昭和58年）、京都産業大学退職。1981年（昭和56年）より日本芸術院（第2部）会員。

### 晩年
1987年（昭和62年）から1988年（昭和63年）にかけ『福田恆存全集』を刊行したが、平成に入ってからは、いくつかの雑誌に数ページ分の随筆・所感を書いた以外は執筆発表を行わず、『福田恆存翻訳全集』が完結した翌年の1994年（平成6年）11月20日に、肺炎により東海大学医学部付属大磯病院で没した。享年82。戒名は実相院恆存日信居士。12月9日に青山葬儀所で本葬・告別式が行われた。葬儀委員長は作家阿川弘之で、林健太郎、久米明等が弔辞を述べた。墓所は神奈川県中郡大磯町妙大寺福田家之墓。
主な業績は、前記の『全集』や『翻訳全集』にまとめられた。ただし自選により、短編の論文随想に加え唯一の新聞連載小説である『謎の女』（新潮社、1954年（昭和29年））をはじめ、生前刊行の全集・著作集には、未収録で知られざる論考著作も多い。2007年（平成19年）11月より、福田逸（次男・明治大学商学部教授で、演出家・翻訳家・財団法人「現代演劇協会」理事長として演劇活動を継いだ）等の編集により、『福田恆存評論集』（麗澤大学出版会、カバー装丁）が刊行完結した（下記の全集・著作集を参照）。

## 活動

### 文芸評論
『行動文学』の同人として、「横光利一と『作家の秘密』」などを発表し文芸評論を開始。文芸評論者としては嘉村礒多、芥川龍之介らに関する論考が、戦前や戦後間もない時期の主な作品である。また1947年（昭和22年）に『思索』春季号に発表された「一匹と九十九匹と」は、政治と文学の峻別を説く内容で、「政治と文学」論争に一石を投じた。この作品を福田の代表作とみなす見解も多い。『群像』1948年6月-7月に「道化の文学―太宰治論」を発表。1949年（昭和24年）より日英交流のための団体「あるびよん・くらぶ」に参加。
昭和20年代後半より、文学への関心は次第に個別の作家論や文芸批評を離れていった。この時期の代表作は、芸術をより根本的に論じた1950年（昭和25年）の『藝術とは何か』（要書房）や、芸術・演劇論から人間論にまで展開した1956年（昭和31年）の『人間・この劇的なるもの』（新潮社）などの著作である。1950年、多摩美術大学で教授を務めた。

### 政治
福田恆存の名を世間で有名にしたのは、進歩派全盛の中での保守派の論争家としての活動であった。1954年（昭和29年）に『中央公論』12月号に発表した「平和論の進め方についての疑問」で、当時全盛であった進歩派の平和論を真っ向から判した。
福田は、「平和論の進め方についての疑問」以降、論壇から「保守反動」呼ばわりされ、「村八分」の処遇を受けたと述懐している。『朝日新聞』論壇時評（1951年10月〜1980年12月）では、「平和論の進め方についての疑問」以降、言及が即座に無くなったわけではなく、1966年までは比較的言及されているが（言及数24）、しかし肯定的に取り上げられているのは17で31人中第28位となり、中野好夫（49）、小田実（40）、清水幾太郎（39）の半分以下となる。さらに、否定的に取り上げられているのは7であり、否定的に取り上げられる割合は30・8%となり、31人中のトップとなる。
例えば都留重人は以下のように取り上げている。
しかし1967年以降からは、肯定的・否定的に関わらず言及されなくなり、竹内洋は「『保守反動』評論家というレッテルが定着したのだろう」と述べている。このように福田は論壇では否定、そして無視されていくようになる。坪内祐三は、福田が『問ひ質したき事ども』（1981年）を刊行したころは保守論壇からも完全に孤立していた、と評している。
1977年（昭和52年）から1979年（昭和54年）には、フジテレビ系列の政治討論番組『福田恆存の世相を斬る』（世相を斬るシリーズにおいては第3代目）の司会進行でテレビ出演もしていた。この時期には韓国大統領朴正煕と親交があり、没時に回想記も発表した。
右派の漫画家・小林よしのりは、『修身論』後半の一章を使い、福田の「人間は生産を通じてでなければ付合えない。消費は人を孤独に陥れる」（「消費ブームを論ず」1961年 原文原題は本字体歴史的仮名遣い）を引用し、自身のスタッフに「福田恆存のこの言葉を噛みしめよ」と述べている。

### 国語国字問題
戦後の国語国字改革を批判し、1955年（昭和30年）から翌年にかけての金田一京助たちとの論争で（「国語改良論に再考をうながす」「知性」1955年10月号など）「現代かなづかい」・「当用漢字」の不合理を指摘した。その集大成が歴史的仮名遣のすすめを説く『私の國語敎室』（新潮社、初版1960年（昭和35年）、読売文学賞受賞）である。著書全ては歴史的仮名遣で書かれたが、出版社の意向で文庫再刊等の一部は、現代かなづかいを用いている。

### 翻訳
翻訳家としての代表作は、シェイクスピア「四大悲劇」を初めとする主要戯曲、ヘミングウェイ『老人と海』、D・H・ローレンス最晩年の評論『アポカリプス論』（初版は邦題『現代人は愛しうるか』白水社、1951年（昭和26年）に初刊）、ワイルド『サロメ』、『ドリアン・グレイの肖像』である。
堀内克明は、著書『誤訳パトロール』（1989年、大修館書店）で『恋する女たち』（新潮文庫）の福田のテキストから、「a long, slow look」を「遠いどんよりしたまなざし」としている語その他を「初歩を誤った」誤訳であると指摘している（堀内によれば、この表現は正しくは「ゆっくり、じっと」という、距離ではなく時間としてのlongとslowであるとする）。小川高義は、『老人と海』（光文社古典新訳文庫、2014年）訳者解説で、老人の「aloud」を福田が「叫ぶ、ののしる」など感情的に翻訳している点を批判、老人の性格描写および近現代の用法からその語は単に「口にした」程度のものである、と考察している。

### 演劇人として
劇作家、演出家でも活躍した。福田恆存（1912年生）は、1930年代の十代より評論、劇作を開始、『我国新劇運動の過去と現在』を発表するなど、新劇運動にも参画した。支持を表明する築地座（1932年結成）の戯曲公募にも応じ、処女作『或る街の人』が佳作に選ばれた事で、友田恭助らの面識を得る。文壇へのデビュー後には、岸田國士が主宰する雲の会（1950年結成）に参加し、文学座でのシェイクスピア悲劇『ハムレット』（1955年初演）の翻訳、演出を行った。1963年からは、財団法人・現代演劇協会の理事長を務め、協会附属の劇団雲、劇団欅、更には劇団昴を主宰する。
やがて芥川と対立すると、協会内で新たに「劇団欅」を設立し、「劇団雲」から手を引いて芥川らと一線を画するようになった。1975年（昭和50年）に芥川、仲谷、岸田、中村伸郎ら「劇団雲」の大部分が現代演劇協会を離脱し、「演劇集団 円」を設立すると、「劇団雲」の残留派と「劇団欅」を統合し、「劇団昴」を結成した。
1981年（昭和56年）に『演劇入門』（えんげきにゅうもん）を刊行。没後の2020年（令和2年）に『演劇入門 増補版』（2020年8月、中央公論新社）が中公文庫で再刊された。

## 家族・親族
- 父: 幸四郎
- 母: まさ
- 長弟: 二郎
- 長妹: 悠由枝
- 次妹: 妙子（俳優加藤和夫夫人）
- 末妹: 伸子（洋画家勝呂忠夫人）
- 長男: 適
- 次男: 逸

## 著作

### 評論
| - 『作家の態度』（中央公論社、1947年／中公文庫、1981年） - 『近代の宿命』（東西文庫、1947年） - 『平衡感覺』（眞善美社、1947年） - 『太宰と芥川』（新潮社、1948年／日本図書センター（復刻）、1984年） - 『芥川龍之介と太宰治』（第三文明社〈レグルス文庫〉、1977年） - 『白く塗りたる墓』（河出書房、1948年） - 『現代作家』（新潮社、1949年） - 『知慧について』（糸書房、1949年） - 『西歐作家論』（創元社、1949年、創元文庫、1951年／講談社<名著シリーズ>（増補版）、1966年） - 『否定の精神』（銀座出版社、1949年）- アフォリズム集 - 『小説の運命』（角川書店、1949年） - 『藝術とはなにか』（要書房、1950年、新潮文庫、1959年／中公文庫、1977年、解説松原正） - 『作家論』（角川文庫（全3冊）、1952-53年） - 『ロレンスの結婚觀―チャタレイ裁判最終辯論』（河出書房<市民文庫>、1953年、河出文庫、1956年） ※後者で「愛とはなにか ロレンス論」に改題、のち『西欧作家論』に収録 - 『平和論にたいする疑問』（文藝春秋新社、1955年） - 『文化とはなにか』（東京創元社、1955年） - 『インテリかたぎ』（池田書店、1955年） - 『人間・この劇的なるもの』（新潮社、1956年、新潮文庫、1960年／中公文庫、1975年、解説松原正） - 『幸福への手帖』（新潮社、1956年） - 改題『私の幸福論』（高木書房、1979年） - 『戰爭と平和と』（講談社 ミリオン・ブックス、1957年） | - 『坐り心地の惡い椅子』（新潮社、1957年） - 『劇場への招待』（新潮社、1957年） - 『私の演劇白書』（新潮社、1958年） - 『私の戀愛教室』（新潮社、1959年） - 『批評家の手帖』（新潮社、1959年） - 『常識に還れ』（新潮社、1960年） - 『私の國語敎室』（新潮社、1960年、新潮文庫、1961年、増訂版1975年／中公文庫（再訂版）、1983年） - 『論爭のすすめ』（新潮社、1961年） - 『私の演劇敎室』（新潮社、1961年） - 『現代の惡魔』（新潮社、1962年） - 『平和の理念』（新潮社、1965年） - 『建白書』（潮出版社、1966年） - 『日本を思ふ』（文藝春秋<人と思想>、1969年）- 選集版 - 『生き甲斐といふ事』（新潮社、1971年） - 『言論の自由といふ事』（新潮社、1973年） - 『日米兩國民に訴へる 日本の将来』（高木書房、1974年）‐ 同時期に編著（下記）を企画 - 『知る事と行ふ事と』（新潮社、1976年） - 『せりふと動き 役者と観客のために』（玉川大学出版部、1979年） - 『教育とは何か』（玉川大学出版部、1980年） - 『人間不在の防衞論議』（新潮社、1980年） - 『私の英國史』（中央公論社、1980年） - 『文化なき文化國家』（PHP研究所、1980年）- 旧著を再編 - 『演劇入門』（玉川大学出版部、1981年） - 『問ひ質したき事ども』（新潮社、1981年） |

以下は没後刊
※は各・電子書籍も刊
- 『日本を思ふ』（文春文庫、1995年）- 新編・解説佐伯彰一
- 『私の幸福論』（ちくま文庫、1998年）
- 『私の國語敎室』（文春文庫、2002年）- 底本は「全集」版
- 『福田恆存文芸論集』（講談社文芸文庫、2004年）
坪内祐三編 -「全集」未収録作品も含む文芸評論集、書誌・年譜を収録
- 『人間・この劇的なるもの』（新潮文庫（改版）、2008年）- 解説佐伯彰一＋坪内祐三
- 『私の恋愛教室』（ちくま文庫、2009年※）
- 『藝術とは何か』（中公文庫（改版）、2009年）
- 『私の英国史』（中公文庫、2015年）- ジョン・バートン編「空しき王冠」福田逸訳＋解説浜崎洋介
- 『芥川龍之介と太宰治』（講談社文芸文庫、2018年10月※）- 解説浜崎洋介
- 『演劇入門 増補版』（中公文庫、2020年8月※）- 解説福田逸[33]
- 『保守とは何か』（文藝春秋〈文春学藝ライブラリー〉、2013年10月）
- 『国家とは何か』（文藝春秋〈文春学藝ライブラリー〉、2014年12月）
- 『人間とは何か』（文藝春秋〈文春学藝ライブラリー〉、2016年2月）
各・浜崎洋介編、代表作を年代別に精選したアンソロジーの文庫判
- 『人間の生き方、ものの考え方 学生たちへの特別講義』
福田逸・国民文化研究会編[34]（文藝春秋、2015年2月／文春学藝ライブラリー、2019年12月※）- 解説片山杜秀
- 『私の人間論―福田恆存覚書』（浜崎洋介編・解説、ビジネス社、2020年11月）、ISBN 978-4828422220
- 『福田恆存の言葉　処世術から宗教まで』（文春新書、2024年2月※）- 連続講演を初書籍化、序文浜崎洋介、あとがき福田逸
- 『シェイクスピア』（中公文庫、2024年6月※）- 作品解題19編、あとがき福田逸

語句集・手紙
- 『日本への遺言 福田恆存語録』（文藝春秋、1995年、文春文庫、1998年）
中村保男・谷田貝常夫編 - 著作を軸に約300篇の語録断章を編む
- 『滅びゆく日本へ 福田恆存の言葉』（河出書房新社、2016年6月※）
佐藤松男編 - 著作全体から約400篇の語句を編み解説
- 『福田恆存の手紙』福田逸編・解説（文藝春秋、2024年11月※）、ISBN 978-4163919171

### 戯曲・小説
| - 『最後の切札』（文潮社、1949年） - 『キティ颱風』（創元社、1950年） - 『戲曲武蔵野夫人』（河出市民文庫、1951年）- 原作大岡昇平 - 『龍を撫でた男』（池田書店、1952年、新潮文庫、1955年） - 『福田恆存集 新文学全集11』（河出書房、1953年） ホレイショー日記・最後の切り札・キティ颱風・現代の英雄・龍を撫でた男 | - 『謎の女』（新潮社、1954年、河出新書、1955年） - 『明暗・崖のうへ』（新潮社、1956年） - 『解つてたまるか!・億萬長者夫人』（新潮社、1968年） - 『總統いまだ死せず』（新潮社、1970年） - 『ホレイショー日記』（槐書房、1979年）-限定200部＋特装版5部 |

### 翻訳
- ウィリアム・シェイクスピア

| - - シェイクスピア全集 第四巻 マクベス（河出書房、1955年） - シェイクスピア全集 第五巻 ハムレット（河出書房、1955年） - シェイクスピア全集 第九巻 リチャード三世（河出書房、1956年） - シェイクスピア全集 第十四巻 夏の夜の夢（河出書房、1956年） - シェイクスピア全集 第十六巻 じゃじゃ馬ならし（河出書房、1955年） - 福田恆存個人訳で『シェイクスピア全集』（新潮社 全15巻、補巻4巻、1959年-1986年）- ※以下は電子書籍でほぼ再刊 - 第一巻 リチャード三世（新潮社、1960年） - 第二巻 じゃじゃ馬ならし（新潮社、1960年） - 第三巻 ロミオとジュリエット（新潮社、1964年） - 第四巻 夏の夜の夢（新潮社、1960年） - 第五巻 ヴェニスの商人（新潮社、1960年） - 第六巻 ヘンリー四世、第2部（新潮社、1967年） - 第七巻 空騒ぎ（新潮社、1962年） - 第八巻 ジュリアス・シーザー（新潮社、1960年） - 第九巻 お気に召すまま（新潮社、1963年） - 第十巻 ハムレット（新潮社、1959年） - 第十一巻 オセロー（新潮社、1960年） - 第十二巻 リア王（新潮社、1962年） - 第十三巻 マクベス（新潮社、1961年） - 第十四巻 アントニーとクレオパトラ（新潮社、1961年） - 第十五巻 あらし（新潮社、1965年） - 補巻 コリオレイナス（新潮社、1971年） - 補巻 十二夜（新潮社、1972年） - 補巻 タイタス・アンドロニカス（新潮社、1977年） - 補巻 リチャード二世（新潮社、1986年） | - - シェイクスピア（世界の文学 第一巻）（中央公論社、1963年 新版1993年） - シェイクスピア（新集・世界の文学 第一巻）（中央公論社、1969年 新版1994年） - シェイクスピア（世界文学全集 第一巻）（河出書房新社、1965年） - シェイクスピア（カラー版世界文学全集 第四巻）（河出書房新社、1967年） - シェイクスピア（河出世界文学全集 第二巻）（河出書房新社、1989年）- 新装版 - シェイクスピア I・II（新潮世界文学 第一・二巻）（新潮社、1968年） - ハムレット（新潮文庫、1967年）- 各・文庫版は度々改版 - ヴェニスの商人（新潮文庫、1967年） - リア王（新潮文庫、1967年） - ジュリアス・シーザー（新潮文庫、1968年） - マクベス（新潮文庫、1969年） - 夏の夜の夢・あらし（新潮文庫、1971年） - じゃじゃ馬ならし・空騒ぎ（新潮文庫、1972年） - アントニーとクレオパトラ（新潮文庫、1972年） - オセロー（新潮文庫、1973年） - リチャード三世（新潮文庫、1974年） - お気に召すまま（新潮文庫、1981年） |

- エーヴ・キュリー
  - 戰塵の旅 ロシア篇（坂西志保との共訳、日本橋書店、1946年）

アジア篇も刊行予告されたが未刊。
- アーネスト・ヘミングウェイ
  - 老人と海（チャールズ・E・タトル商会、1953年/改訂版1956年）
  - 老人と海（ヘミングウェイ全集 第10巻：三笠書房、1956年/改訂版1966年/決定版「第7巻」1973年）
  - 老人と海（新潮文庫、1966年、改版1994年、新訂版2003年）- ※電子書籍も刊
    - 老人と海（中公文庫、2025年5月）- 後編は諸家の論集、※同上
    - ヘミングウェイ（世界の文学 第44巻：中央公論社、1964年 新版1993年）
    - ヘミングウェイII（新潮世界文学 第四十四巻：新潮社、1970年）- 各収録
- T・S・エリオット
  - カクテル・パーティ（小山書店、1951年 / 創元文庫、1952年）
  - 現代世界文学全集 (26) T・S・エリオット（新潮社、1954年）

『カクテル・パーティー』、『一族再会』、『寺院の殺人』を所収（下記に再録）
  - エリオット全集 (2) 詩劇（中央公論社、1960年、改訂版1971年、新装版1981年）
- オスカー・ワイルド
  - ワイルド語録（池田書店、1950年）
  - 獄中記（新潮文庫、1954年、改版1968年）
  - サロメ（新潮社、1958年 / 岩波文庫、1959年、改版2000年）- ※電子書籍も刊
  - ドリアン・グレイの肖像（新潮文庫、1962年、改版1967年、新装改版2004年）- ※同上
  - アーサー卿の犯罪（中央公論社、1952年 / 福田逸との共訳、中公文庫、1977年）、短編集
- J・M・バリー
  - あっぱれクライトン（鳴海四郎との共訳、河出市民文庫、1953年）
- ジェームズ・サーバー
  - 現代イソップ（万有社、1950年）
  - SEXは必要か（E・B・ホワイト共著、南春治との共訳、新潮社〈一時間文庫〉、1953年）
- D・H・ロレンス
  - 恋する女たち（新潮文庫 全3巻、1952年 / 改版全2巻、1969年）

旧版は「ロレンス選集 9・10」小山書店（1950-51年、上・中巻のみで中絶）
  - 性・文学・検閲（新潮社、1956年）- 論文集で中村保男が下訳
  - 死んだ男・てんとう虫（新潮文庫、1957年）
    - ロレンスI（新潮世界文学 第三十九巻：新潮社、1970年）に所収。

  - 現代人は愛しうるか 黙示録論（白水社、1951年 / 筑摩叢書、1965年）- 遺作「アポリカブス」を訳
    - 改訳版（中公文庫、1982年 / ちくま学芸文庫、2004年、高橋英夫解説）- ※後者は電子書籍刊
- G・K・チェスタトン
  - 正統とは何か（チェスタトン著作集（1）、春秋社、1973年、新装版1995年、2009年）- 実際は安西徹雄による翻訳
  - 詩人と狂人たち（国書刊行会〈世界幻想文学大系〉、1976年 / 創元推理文庫、1977年）- 実際は中村保男訳[37]、※グーテンベルク21（電子書籍）で再刊
- バーナード・ショー
  - 聖女ジャンヌ・ダーク[38]（松原正との共訳、新潮社、1963年）
- ヘンリク・イプセン
  - ヘッダ・ガーブラー（中央公論社、1979年）- 英訳版での訳書
- ソポクレス
  - オイディプス王・アンティゴネ（新潮文庫、1984年、改版2014年）- 英訳版での訳書
- コリン・ウィルソン
  - アウトサイダー（河出書房新社、1957年）- 中村保男との共訳

### 全集・著作集
- 福田恆存著作集（全8巻、新潮社、1957 - 1958年）、3巻目までは創作集、他の5巻は評論集
- 福田恆存評論集（全7巻、新潮社、1966年）、5巻目までは上記新版
- 福田恆存全集（全8巻、文藝春秋、1987 - 1988年）、実質は自選集、第7巻に年譜、第8巻は創作集
- 福田恆存翻訳全集（全8巻、文藝春秋、1992 - 1993年）、半数がシェイクスピア作品
- 福田恆存評論集（全20巻別巻1、麗澤大学出版会、2007年11月 - 2011年3月）
当初は全12巻別巻1で、2009年中に完結予定だったが同年に変更。別巻はホレイショー日記・年譜、著書目録、索引ほか。
- 福田恆存戯曲全集（全5巻別巻1、文藝春秋、2008年11月 - 2011年5月）
別巻は「劇場への招待」、「私の演劇白書」、「觀客への訴へ」ほか。
- 福田恆存対談・座談集（全7巻、玉川大学出版部、2011年4月 - 2012年10月）

### 主な編著
- 芥川龍之介研究－作家研究叢書（新潮社、1957年）
- 國語問題論爭史（新潮社、1962年）- 著者名は福田だが、実質は門下生の土屋がまとめた。
土屋道雄『國語問題論爭史』（玉川大学出版部、2005年）、ISBN 4472403153 - 増訂版
- 現代日本思想大系 32 反近代の思想（筑摩書房、1965年）- 福田名義での解説担当だが、実際は西尾幹二による口述筆記。
- 中国のすべて 日本の将来（企画・監修、高木書房、1973年）
  - ソ連のすべて 日本の将来（同、高木書房、1974年）
  - 教育のすべて 日本の将来（同、高木書房、1974年）
  - 新聞のすべて 日本の将来（同、高木書房、1975年）
  - 国家意識なき日本人 日本の将来（同、高木書房、1976年）
  - 中国はどうなるか 続・中国のすべて 日本の将来（桑原寿二と企画監修、高木書房、1976年）
  - 憲法のすべて 日本の将来（同、高木書房、1977年）
  - 朝鮮半島のすべて 日本の将来（同、高木書房、1977年）
- 福田恆存 世相を斬る（サンケイ出版、1978年）‐日曜午前のテレビ番組でのゲストとの対談。

## 音声
- 福田恆存講演 第1集 日本の近代化とその自立 （新潮カセット、新潮社、1996年4月）- 第1・2集は連続講演「処世術から宗教まで」。
- 福田恆存講演 第2集 理想の名に値するもの（新潮カセット、新潮社、1996年6月）- 1976年3月から1977年3月にかけ三百人劇場で行われた。
- 福田恆存講演 第3集 近代日本文学について／シェイクスピア劇の魅力（新潮カセット、新潮社、1996年8月）

## 評論・研究
- 井尻千男『劇的なる精神 福田恆存』日本教文社〈教文選書〉、1994年6月。ISBN 4-531-01517-7。
  - 井尻千男『劇的なる精神 福田恆存』徳間書店〈徳間文庫 教養シリーズ〉、1998年7月。ISBN 4-19-890934-2。
- 岩本真一「第3章 福田恆存の「近代の超克」論―「言葉」と「共同体」」『超克の思想』水声社、2008年12月。ISBN 4-89176-704-9。[39]
- 遠藤浩一『福田恆存と三島由紀夫 1945〜1970』麗澤大学出版会（上・下）、2010年4月。ISBN 4-89205-596-4 / ISBN 4-89205-597-2。
- 岡本英敏『福田恆存』慶應義塾大学出版会、2014年4月。ISBN 4-7664-2128-0。
- 川久保剛『福田恆存 人間は弱い』ミネルヴァ書房〈日本評伝選〉、2012年7月。ISBN 4-623-06388-7。[40]
- 金子光彦『福田恆存論』近代文芸社、1996年5月。ISBN 4-7733-5405-4。
- 久米明『僕の戦後舞台・テレビ・映画史70年』河出書房新社、2018年11月。ISBN 4-309-27985-6。後半が師・福田恆存との回想記。
- 向坂隆一郎『回想の向坂隆一郎』向坂隆一郎追悼集編集会、1984年。[41]
- 斎藤禎『文士たちのアメリカ留学 一九五三～一九六三』書籍工房早山、2018年12月。ISBN 4-904701-54-2。[42]
- 辻村明「偽善との戦い―孤高の精神 福田恆存」『自分と戦った人々』高木書房、1993年4月。ISBN 4-88471-042-8。
- 土屋道雄『福田恆存と戦後の時代－保守の精神とは何か』日本教文社〈教文選書〉、1989年8月。ISBN 4-531-01511-8。[43]
- 坪内祐三「「一九七九年の福田恆存」および「丸山眞男か福田恆存か」」『ストリートワイズ』晶文社、1997年4月。ISBN 4-7949-6301-7。
  - 坪内祐三「「一九七九年の福田恆存」および「丸山眞男か福田恆存か」」『ストリートワイズ』講談社文庫、2009年4月。ISBN 4-06-276332-X。電子書籍も刊
- 坪内祐三「一九八二年の「福田恆存論」」『後ろ向きで前へ進む』晶文社、2002年8月。ISBN 4-7949-6540-0。
- 中村保男『絶對の探求 福田恆存の軌跡』麗澤大学出版会、2003年8月。ISBN 4-89205-467-4。
- 西尾幹二「「素心」の思想家・福田恆存の哲学」『真贋の洞察』文藝春秋、2008年10月。ISBN 4-16-370370-5。
- 西部邁「「言葉の弓射る」精神の書 〈福田恆存全集〉刊行に寄せて」『ニヒリズムを超えて』角川春樹事務所〈ハルキ文庫〉、1997年11月、170-173頁。ISBN 4-89456-362-2。 - 日本文芸社（1989年）を改訂。
  - 西部邁「保守思想の神髄――福田恆存」『日本の保守思想』角川春樹事務所〈ハルキ文庫〉、2012年5月、224-264頁。ISBN 4-7584-3662-2。 -『思想史の相貌』（世界文化社、1991年）を改題・改訂
  - 西部邁「106 福田恆存」『学問』講談社、2004年4月、342-344頁。ISBN 4-06-212369X。
- 浜崎洋介『福田恆存 思想の〈かたち〉 イロニー・演戯・言葉』新曜社、2011年11月。ISBN 4-7885-1263-7。
- 福田逸『父・福田恆存』文藝春秋、2017年7月。ISBN 416-3906886。
  - 福田逸『父・福田恆存』文春学藝ライブラリー、2021年6月。ISBN 416-8130924。電子書籍も刊
- 前田嘉則『文學の救ひ 福田恆存の言説と行為と』郁朋社、1999年4月。ISBN 4-87302-0204。
- 持丸博、佐藤松男『証言 三島由紀夫・福田恆存 たった一度の対決』文藝春秋、2010年10月。ISBN 4-16-373250-0。
- 『総特集 福田恆存―人間・この劇的なるもの』河出書房新社、2015年5月。ISBN 4-309247091
入門・福田恆存、インタビュー、メモワール、福田恆存論セレクション、福田恆存への10の視点、単行本未収録作品、主要著作30作ガイドほか

### 人物
| - 吉田健一 - 中村光夫 - 大岡昇平 - 三島由紀夫 - ドナルド・キーン | - 朴正煕 - 林健太郎 - 宇野精一 - 清水幾太郎 - 松原正 | - 杉村春子 - 芥川比呂志 - 久米明 - 鳳八千代 |

### その他
- チャタレー裁判
- 鉢の木会
- 文学座
- 劇団雲
- 劇団欅
- 福田・金田一論争
- 日本文化会議